# Água peptonada
Água peptonada é um meio de crescimento microbiano composto de digestão péptica de tecido animal e cloreto de sódio. O pH do meio é 7,2 ± 0,2 a 25 °C e é rico em triptofano. A água peptonada também é um meio de caldo não seletivo que pode ser usado como meio de enriquecimento primário para o crescimento de bactérias.